# Túquerres
Túquerres là một khu tự quản thuộc tỉnh Nariño, Colombia. Thủ phủ của khu tự quản Túquerres đóng tại Túquerres Khu tự quản Túquerres có diện tích 275 ki lô mét vuông. Đến thời điểm ngày 28 tháng 5 năm 2005, khu tự quản Túquerres có dân số 38149 người.